# Výbor Evropského parlamentu pro kulturu a vzdělávání
Výbor pro kulturu a vzdělávání (CULT) je výbor Evropského parlamentu.

## Činnost parlamentu
Parlament se snaží podporovat kulturu. Hostí řadu kulturních akcí, v roce 2005 se jich uskutečnilo 150, včetně koncertů. Některé výstavy byly například na téma rakoviny prsu, Srebrenického masakru a oranžové revoluce. Od roku 2007 také uděluje cenu diváků LUX za evropskou kinematografii.

## Povinnosti výboru
V tomto funkčním období se Výbor pro kulturu a vzdělávání zabýval třemi problémy; ochranou členů cirkusů v Evropské unii, standardizací systémů vysokoškolského vzdělávání a ochranou nezletilých.

## Členové
CULT se skládá z 31 členů a 30 náhradníků:
| Členský stát | Počet členů                     | Počet náhradníků |
| ------------ | ------------------------------- | ---------------- |
| Belgie       |                                 | 1                |
| Bulharsko    | 2 (místopředseda)               |                  |
| Česko        | 1 (místopředsedkyně)            | 1                |
| Dánsko       |                                 | 1                |
| Estonsko     |                                 |                  |
| Finsko       |                                 |                  |
| Francie      | 4                               | 4                |
| Chorvatsko   | 1                               | 1                |
| Irsko        | 1                               |                  |
| Itálie       | 2                               | 5                |
| Kypr         | 1                               | 1                |
| Litva        |                                 | 1                |
| Lotyšsko     |                                 |                  |
| Lucembursko  | 1                               |                  |
| Maďarsko     | 1                               |                  |
| Malta        |                                 |                  |
| Německo      | 5 (předsedkyně a místopředseda) | 2                |
| Nizozemsko   |                                 | 1                |
| Polsko       | 3                               | 2                |
| Portugalsko  |                                 | 1                |
| Rakousko     | 1                               | 1                |
| Rumunsko     | 1 (místopředseda)               | 2                |
| Řecko        | 1                               | 1                |
| Slovensko    | 1                               | 1                |
| Slovinsko    | 2                               |                  |
| Španělsko    | 2                               | 3                |
| Švédsko      |                                 | 1                |

V tomto výboru jsou zastoupeny také hlavní politické skupiny, včetně Evropské lidové strany, Pokrokového spojenectví socialistů a demokratů, Obnovy Evropy, Identity a demokracie, Zelených/Evropské svobodné aliance, Evropských konzervatistů a reformistů a Evropské sjednocené levice a Severské zelené levice. Existují také dva členové, kteří nejsou připojeni k žádné konkrétní straně.
| Politická skupina                            | Počet členů |
| -------------------------------------------- | ----------- |
| Evropská lidová strana                       | 16          |
| Pokrokové spojenectví socialistů a demokratů | 14          |
| Obnova Evropy                                | 8           |
| Identita a demokracie                        | 8           |
| Zelení / Evropská svobodná aliance           | 6           |
| Evropští konzervativci a reformisté          | 6           |
| Levice v Evropském parlamentu - GUE/NGL      | 4           |
| Nezařazení                                   | 2           |

## Předsedové
- Silvia Costaová
- Andrea Bocskorová
- Mircea Diaconu
- Helga Trüpelová
- Michaela Šojdrová
- Sabine Verheyenová

## Výzkumná služba
Výbor je přímo podporován výzkumnou službou, Politickým oddělením pro strukturální politiku a politiku soudržnosti. Většina jeho výzkumných studií a brífinků je publikována online. Nemusí nutně odrážet názor výboru.